# Consell Interprovincial de Santander, Palència i Burgos

Escut del Consell Interprovincial de Santander, Palència i Burgos.

El Consell Interprovincial de Santander, Palència i Burgos va ser un òrgan de govern constituït el 8 de febrer de 1937 i l'àmbit del qual d'actuació comprenia Cantàbria (llavors denominada oficialment província de Santander) així com els territoris de les províncies de Palència i Burgos sota control republicà durant la guerra. El Consell va quedar dissolt de fet a l'agost de 1937 després de l'ocupació de la regió per les tropes franquistes.

## Creació del Consell Interprovincial

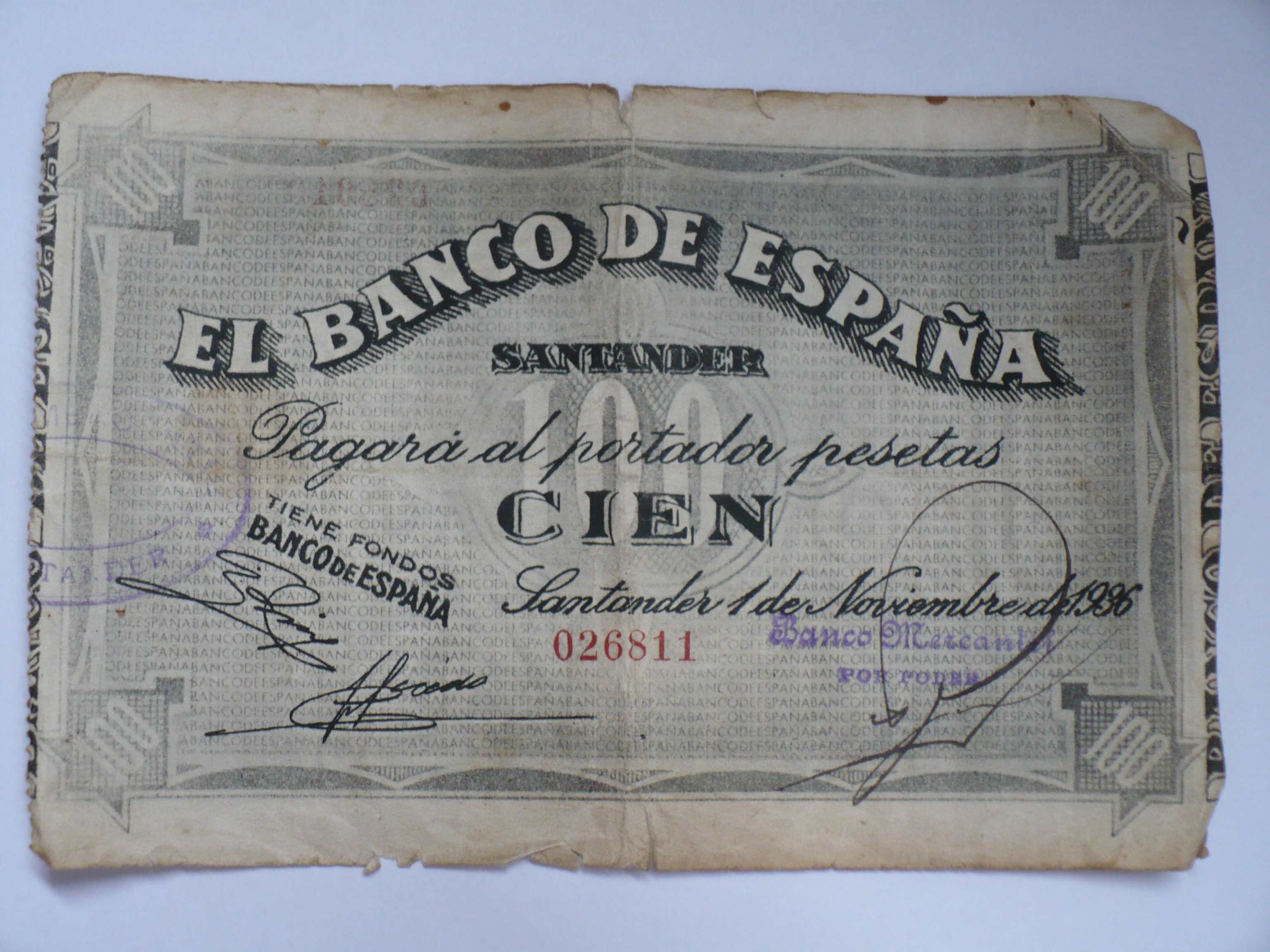
Previ a la constitució del Consell Interprovincial, el Banc d'Espanya a Santander va emetre bitllets de diferents denominacions; posteriorment el Consell va encunyar monedes d'una pesseta i cinquanta cèntims

Amb l'esclat de la guerra al juliol de 1936, el territori de Cantàbria i part del Nord de les províncies de Palència i Burgos va quedar sota control republicà, amb les veïnes Astúries i Biscaia també fidels al govern, mentre que la major part de Castella quedava sota control dels rebels. El dia 27 de juliol es va formar un Comitè de Guerra per dirigir l'esforç bèl·lic, mentre la Junta de Defensa de Santander va ser l'encarregada de dirigir el govern regional.
El 23 de Desembre el Govern de la República va decidir la creació de tres Consells Interprovincials per substituir les Juntes de Defensa: aquests nous consells serien els d'Astúries i Lleó, Santander, Palencia i Burgos, i el d'Aragó.
Seguint aquesta ordre del govern espanyol, el Consell Interprovincial de Santander, Palència i Burgos es va constituir com a tal el 8 de febrer de 1937.
El govern de la República va delegar en el Consell totes les funcions excepte les d'ordre públic, censura de premsa i ràdio, així com la de reunions i manifestacions públiques. Entre altres funcions, el Consell es va ocupar de l'assistència als refugiats de les províncies veïnes (al principi Burgos, Lleó i Palència, a les quals s'afegiria Biscaia segons avançava la guerra), l'evacuació de nens i refugiats, l'aprovisionament d'aliments i armes, o l'encunyació de moneda (es van arribar a encunyar monedes d'una pesseta i de cinquanta cèntims).

## Composició del Consell Interprovincial
Seguint les directrius del Govern de la República que determinava que el nombre de consellers fos el doble que el dels diputats provincials, el Consell Interprovincial de Santander, Palencia i Burgos va estar format per catorze membres, dos d'ells del PSOE, dos de FOM-UGT, dos d'Izquierda Republicana, dos de la CNT, dos del PCE, un de les JSU, un del Partit Republicà Federal, un d'Unió Republicana i un de la FAI.
Aquesta composició donava com a resultat cinc membres socialistes, quatre republicans, tres anarquistes i dos comunistes, dels quals quatre pertanyien als sindicats obrers.
El dia 10 de febrer de 1937 es va publicar en el Butlletí Oficial de la Província el repartiment de carteres del Consell:
- Conseller d'Agricultura: Ángel Escobio Andraca (PCE)
- Conseller d'Assistència Social: Antonio Lavín Gautier (Izquierda Republicana)
- Conseller de Crèdit Popular: Vicente del Solar (CNT)
- Conseller de Cultura: Ramón Ruiz Rebollo (Izquierda Republicana)
- Conseller d'Exterior: Manuel Ramos (Partit Republicà Federal)
- Conseller de Ramaderia: Mariano Juez (PCE)
- Conseller d'Hisenda: Domingo José Samperio (Unió Republicana)
- Conseller d'Interior: Feliciano Lanza (PSOE)
- Conseller d'Obres Públiques: Antonio Vayas Gutiérrez (FOM-UGT)
- Conseller de Propaganda: Teodoro Quijano (FAI)
- Conseller de Sanitat i Higiene: Timoteo Chapero Fernández (CNT)
- Conseller de Transports: José Martín del Castillo (PSOE)

Com a president del Consell Interprovincial va ser nomenat Juan Ruiz Olazarán (PSOE), tal com li corresponia en ser el Governador Civil de la província, mentre que Alfonso Orallo (FOM-UGT) va ser nomenat vicepresident primer.

## Final del Consell
El final del Consell Interprovincial arriba amb els revessos militars de les forces republicanes en l'estiu de 1937. Els últims acords presos en aquests dies corresponen a la petició d'armes per a la defensa de la regió i aliments amb els quals pal·liar la situació de la població, agreujada per l'arribada de refugiats de les zones ocupades per les tropes franquistes.
Amb la caiguda de la ciutat de Santander el 26 d'agost de 1937 i l'evacuació de part de les autoritats en direcció a Astúries les hores anteriors, el Consell queda dissolt de fet.